# Sa'ada
Sa'ada (arabsky: صَعْدَة‎, přepisem: Ṣaʿda) je hlavní město provincie Sa'ada v severozápadní části Jemenu. Od roku 2011 zde drží moc Hútíové. Leží v nadmořské výšce 1 800 metrů. V roce 2004 se počet obyvatel města odhadoval na 51 870..

## Historie
Po staletí bylo hlavním městem jemenské dynastie Zaydī (860–1962).
Město Sa'ada bylo dlouho považováno za dávné město Karna, významný bod minajského království. Od této domněnky ale bylo upuštěno. Nyní se historici a archeologové domnívají, že dávná Karna je současné město Qarnāwu ležící více na východ.

## Počasí
Sa'ada leží v oblasti horkého aridního podnebí, tedy v oblasti s výparem větším než úhrnem srážek, kde teploty běžně přesahují 40 °C.

## Galerie

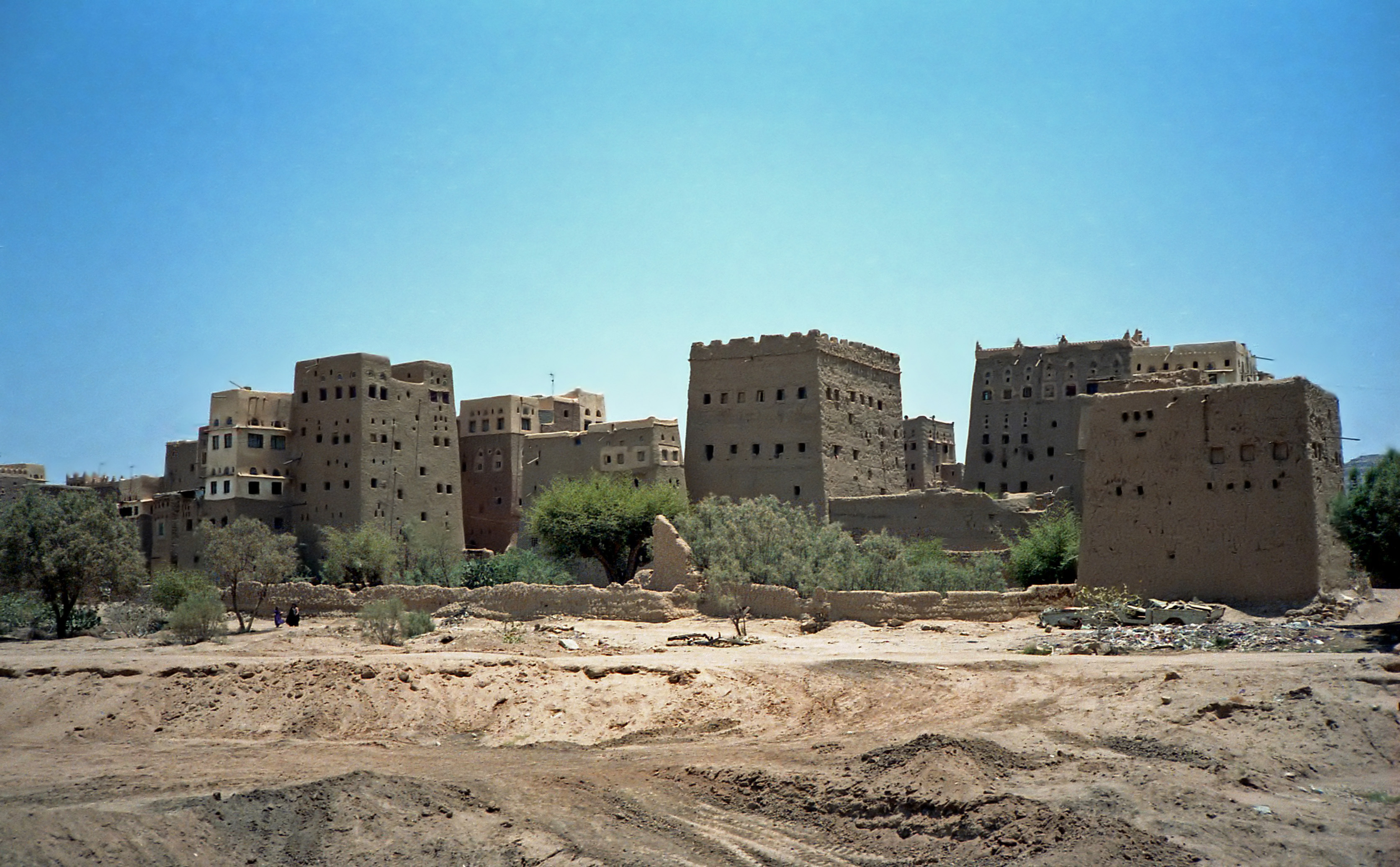
Pohled na město
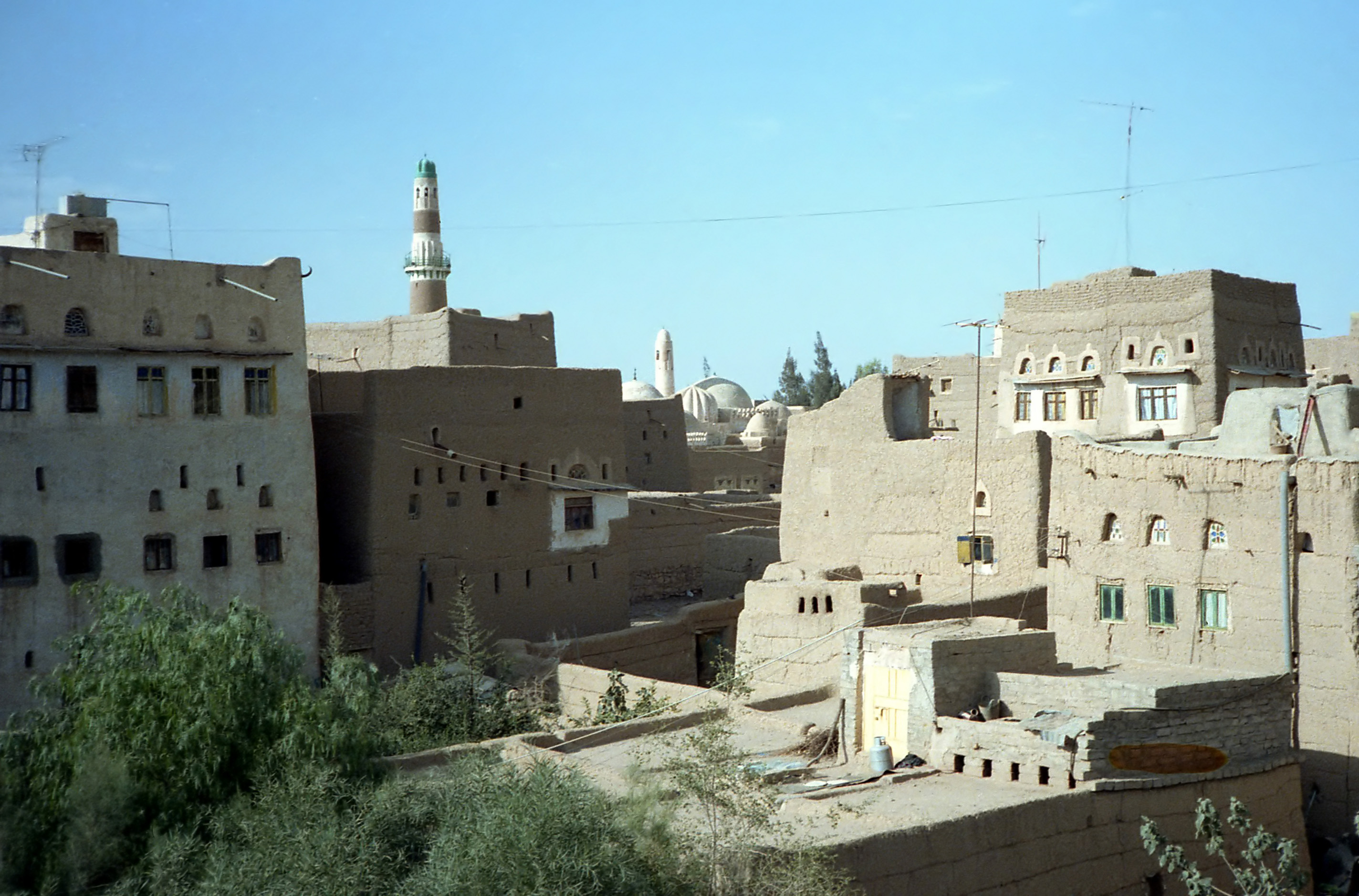
Sa'ada
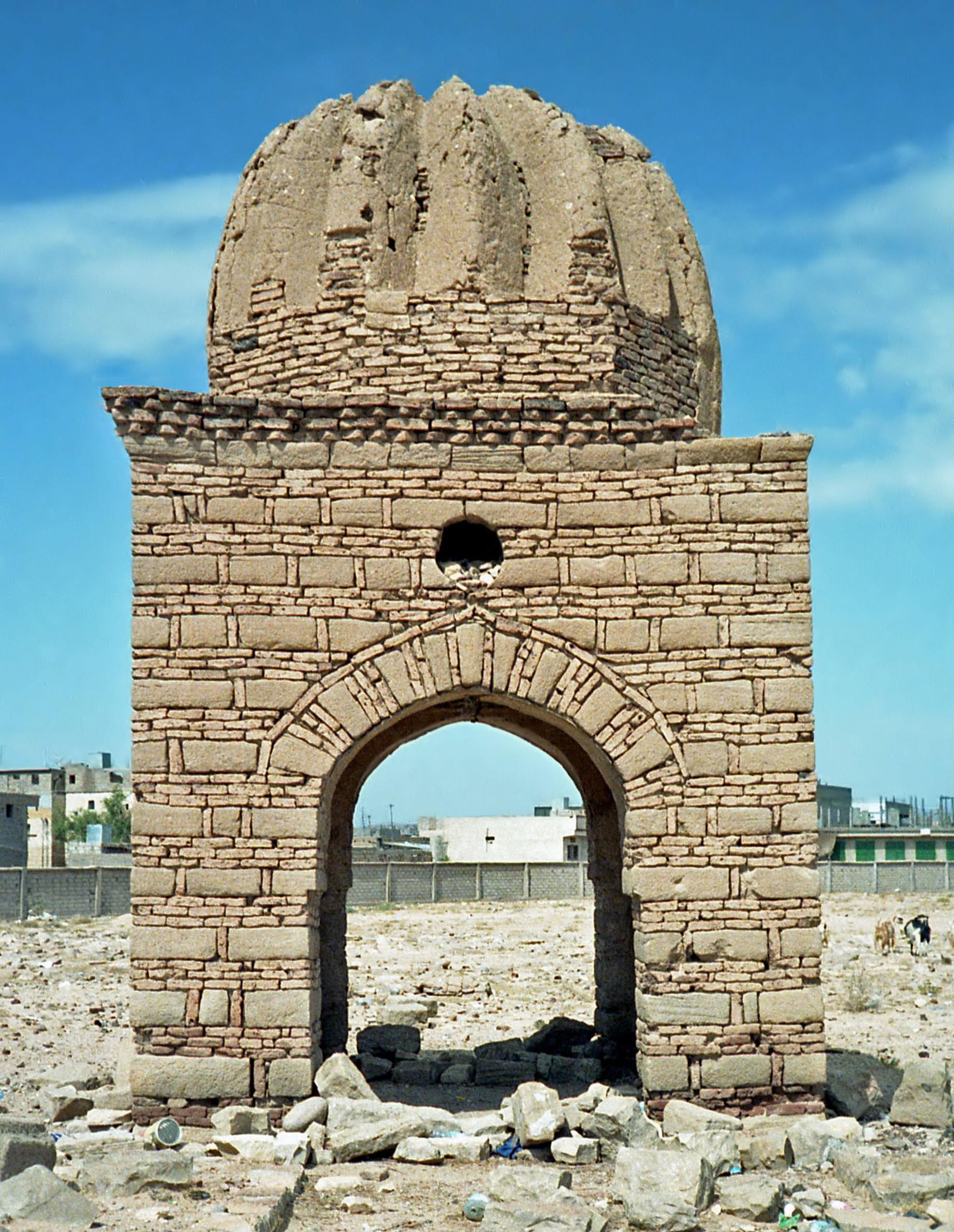
Kamenná brána ve městě
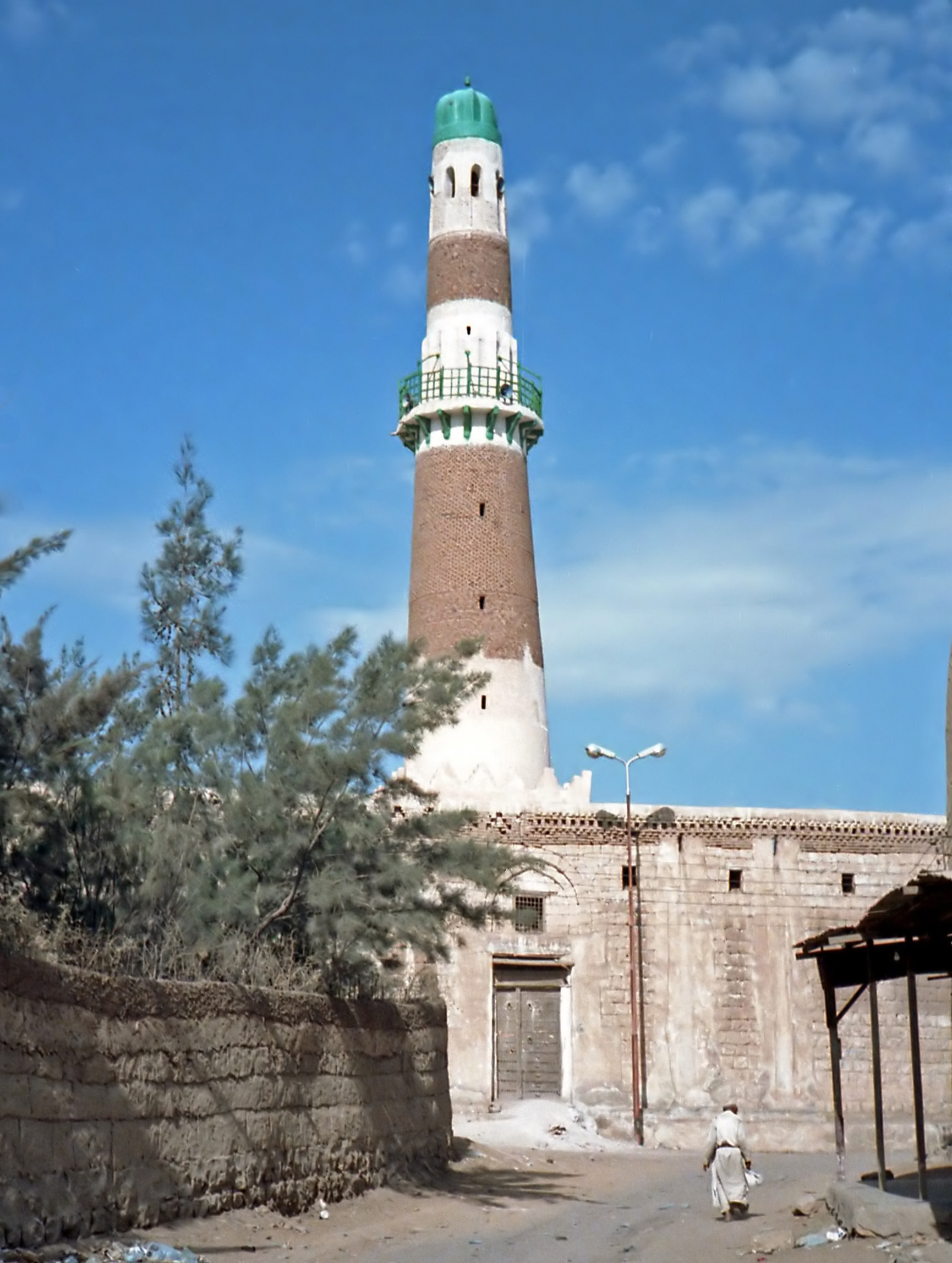
Maják ve městě
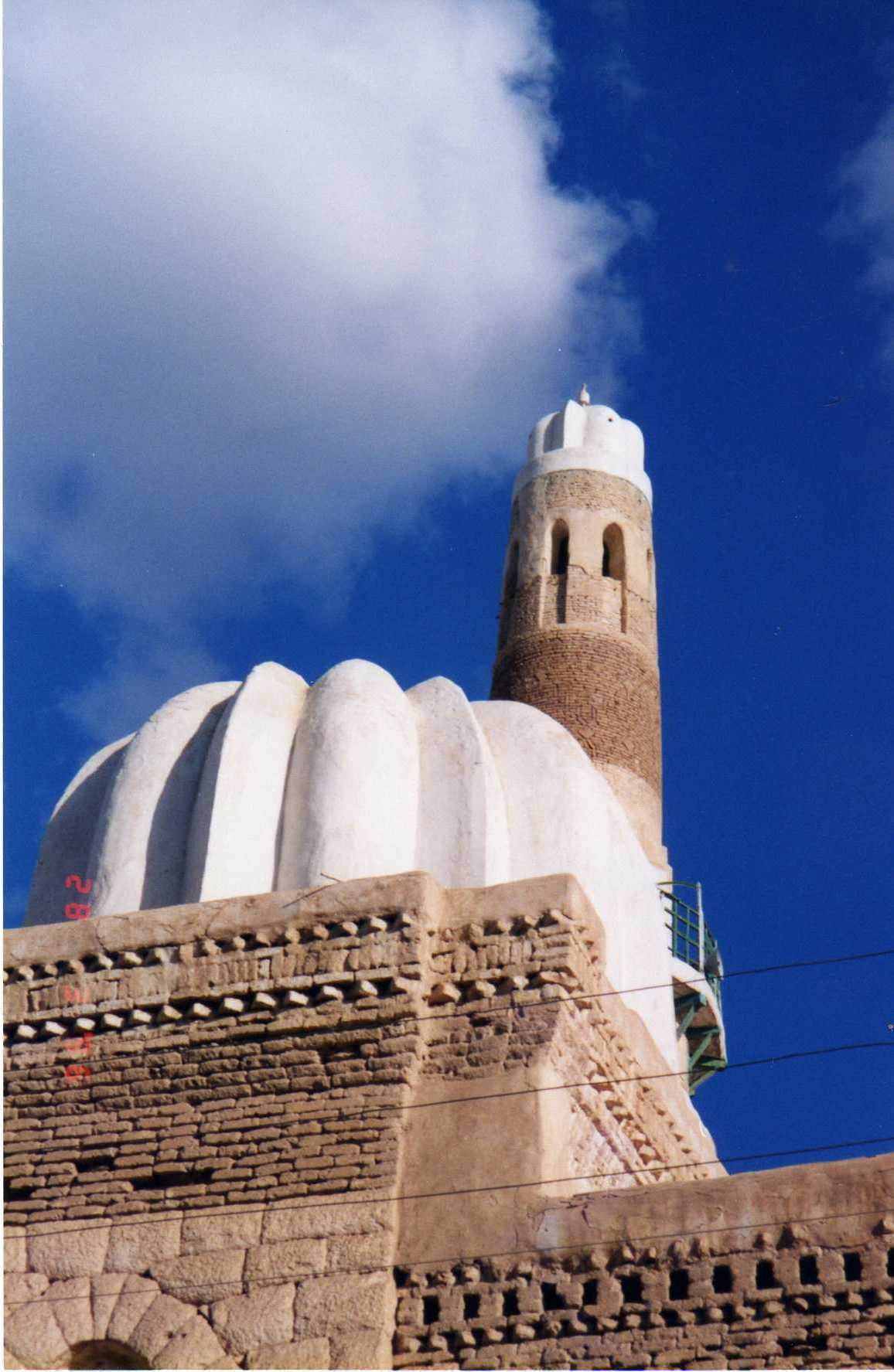
Mešita ve městě